# Heinrich Potthoff
Friedrich Heinrich Potthoff (* 25. Januar 1938 in Holthausen; † 16. Dezember 2021 in Königswinter) war ein deutscher Historiker und Publizist.

## Leben
Potthoff studierte Geschichte, Philosophie und Anglistik an den Universitäten Münster und Bonn. Nach der Promotion zum Dr. phil. am 20. Juli 1966 an der Universität Bonn mit der Dissertation Die deutsche Politik Beusts. Von seiner Berufung zum österreichischen Außenminister, Oktober 1866, bis zum Ausbruch des Deutsch-Französischen Krieges 1870/71 war er lange Jahre wissenschaftlicher Mitarbeiter der Kommission für Geschichte des Parlamentarismus und der politischen Parteien und stellvertretender Vorsitzender der Historischen Kommission der SPD. Er lebte zuletzt als freier historisch-wissenschaftlicher Publizist in Oberdollendorf.

## Schriften (Auswahl)
- Gewerkschaften und Politik zwischen Revolution und Inflation. Düsseldorf 1979, ISBN 3-7700-5102-5.
- Freie Gewerkschaften 1918–1933. Der Allgemeine Deutsche Gewerkschaftsbund in der Weimarer Republik. Düsseldorf 1987, ISBN 3-7700-5141-6.
- Im Schatten der Mauer. Deutschlandpolitik 1961 bis 1990. Berlin 1999, ISBN 3-549-05288-X.
- mit Susanne Miller: Kleine Geschichte der SPD. 1848–2002. Bonn 2002, ISBN 3-8012-0320-4.